# John Nicks
John Allen Wisden Nicks (* 22. April 1929 in Brighton) ist ein ehemaliger britischer Eiskunstläufer und Eiskunstlauftrainer.
Seine Eiskunstlaufpartnerin war seine Schwester Jennifer Nicks. Zusammen wurden sie von 1948 bis 1953 sechsmal in Folge britische Meister. Ihre Trainer waren Eric W. Hudson und Gladys M. Hogg. Ihren ersten internationalen Auftritt hatten sie bereits bei der Europameisterschaft 1947, bei der sie den sechsten Platz belegten. Ein Jahr später folgte ihr Debüt bei Weltmeisterschaften und Olympischen Spielen. Sie wurden beide Male Achte. Ihre ersten Medaillen gewannen die Nicks im Jahr 1950 mit Bronze bei der Europameisterschaft in Oslo und Silber bei der Weltmeisterschaft in London. 1951 wurden sie sowohl bei der Europameisterschaft wie auch der Weltmeisterschaft Dritte. 1952 wurden die Briten Vize-Europameister hinter Ria Baran und Paul Falk. Bei der Weltmeisterschaft errangen sie wie im Vorjahr die Bronzemedaille hinter den Deutschen und Karol und Peter Kennedy aus den USA. Bei den Olympischen Spielen in Oslo verpassten sie als Vierte eine Medaille. Nach dem Rücktritt der Falks und der Kennedys wurden John und Jennifer Nicks 1953 in Dortmund Europameister und in Davos auch Weltmeister. Dabei schlugen sie die Ungarn Marianne und László Nagy, die bei den Olympischen Spielen im Vorjahr noch vor ihnen platziert waren. Nach ihrem WM-Titel beendeten sie ihre Amateurkarriere und wechselten zu den Profis.
Nicks ging später über Südafrika in die USA und lebt seit 1961 in Los Angeles. Er wurde ein erfolgreicher Trainer. Zu seinen Schülern gehörten unter anderem Peggy Fleming, Tai Babilonia & Randy Gardner, Tiffany Chin, Christopher Bowman, Jenni Meno & Todd Sand, Kristi Yamaguchi & Rudy Galindo und Sasha Cohen.
John Nicks wurde im Jahr 2000 in die Eiskunstlauf Hall of Fame aufgenommen.

## Ergebnisse

### Paarlauf
(mit Jennifer Nicks)
| Wettbewerb / Jahr         | 1947 | 1948 | 1949 | 1950 | 1951 | 1952 | 1953 |
| ------------------------- | ---- | ---- | ---- | ---- | ---- | ---- | ---- |
| Olympische Winterspiele   |      | 8.   |      |      |      | 4.   |      |
| Weltmeisterschaften       |      | 8.   | 6.   | 2.   | 3.   | 3.   | 1.   |
| Europameisterschaften     | 6.   | 5.   | 6.   | 3.   | 3.   | 2.   | 1.   |
| Britische Meisterschaften |      | 1.   | 1.   | 1.   | 1.   | 1.   | 1.   |